# 大高川
大高川（おおだかがわ）は愛知県を流れる二級河川。二級水系天白川の支川である扇川の支川。法河川延長2.9キロメートル、流域面積7.2平方キロメートル。

## 概要
愛知県名古屋市緑区清水山の下籠池を水源とし、大府市との境界線を流れたのち、一度大高町の水主ケ池（かこがいけ）に注ぐ。その後JR東海道本線と併走するように緑区内を北流。大府市共和町木ノ山に端を発する瀬木川を緑区森の里で合流して、その後は北西寄りに流れを変えて大高町中川と下塩田の間で扇川の最下流部に合流する。流路は鞍流瀬川とともに尾張丘陵と大府丘陵を分ける低地となっており、戦国時代には大高城の北東を流れるこの川を挟むように鷲津砦や丸根砦が置かれて、付近は桶狭間の戦いの前哨戦の舞台となった。
江戸時代になると知多半島では醸造業が盛んになり、半島の根元に位置する鳴海・大高周辺でも良質な水や米を利用した酒造が盛んに行われた。かつて大橋の付近には船頭や船問屋を稼業とする住民が住む集落として「舟戸町」があり、この地で造られた酒は大高川から扇川・天白川を経て樽船に乗せ江戸にまで出荷された。1889年（明治22年）に東海道本線が全通するとこの水運は衰退したが、昭和初期までは伊勢参りの船がこの付近から発着していたという。なお、2016年（平成28年）現在も川の周辺には神の井酒造や山盛酒造、萬乗醸造などがあって酒造りが行われている。
2009年（平成21年）4月1日、愛知県から名古屋市へ河川管理権限が移譲された。

## 主な支流
- 瀬木川

## 河川設備
菊井橋と門田橋との間に農業用灌漑設備としてゴム引布製起伏堰が設置されている。

## 災害
1959年（昭和34年）の伊勢湾台風では流域の広範囲が浸水。また、1971年（昭和46年）の台風23号により本流の天白川とともに大高川を含めた3支川が破堤した。1972年（昭和47年）から1991年（平成3年）にかけて河川整備が実施されているが、2000年（平成12年）の東海豪雨でも流域の浸水が発生している。

## 主要な橋梁
- 新大高橋（愛知県道59号名古屋中環状線）
- 大高橋
- 念仏橋
- 大橋
- 門田橋
- 菊井橋（愛知県道23号東浦名古屋線）

※ 以上、下流より

## ギャラリー

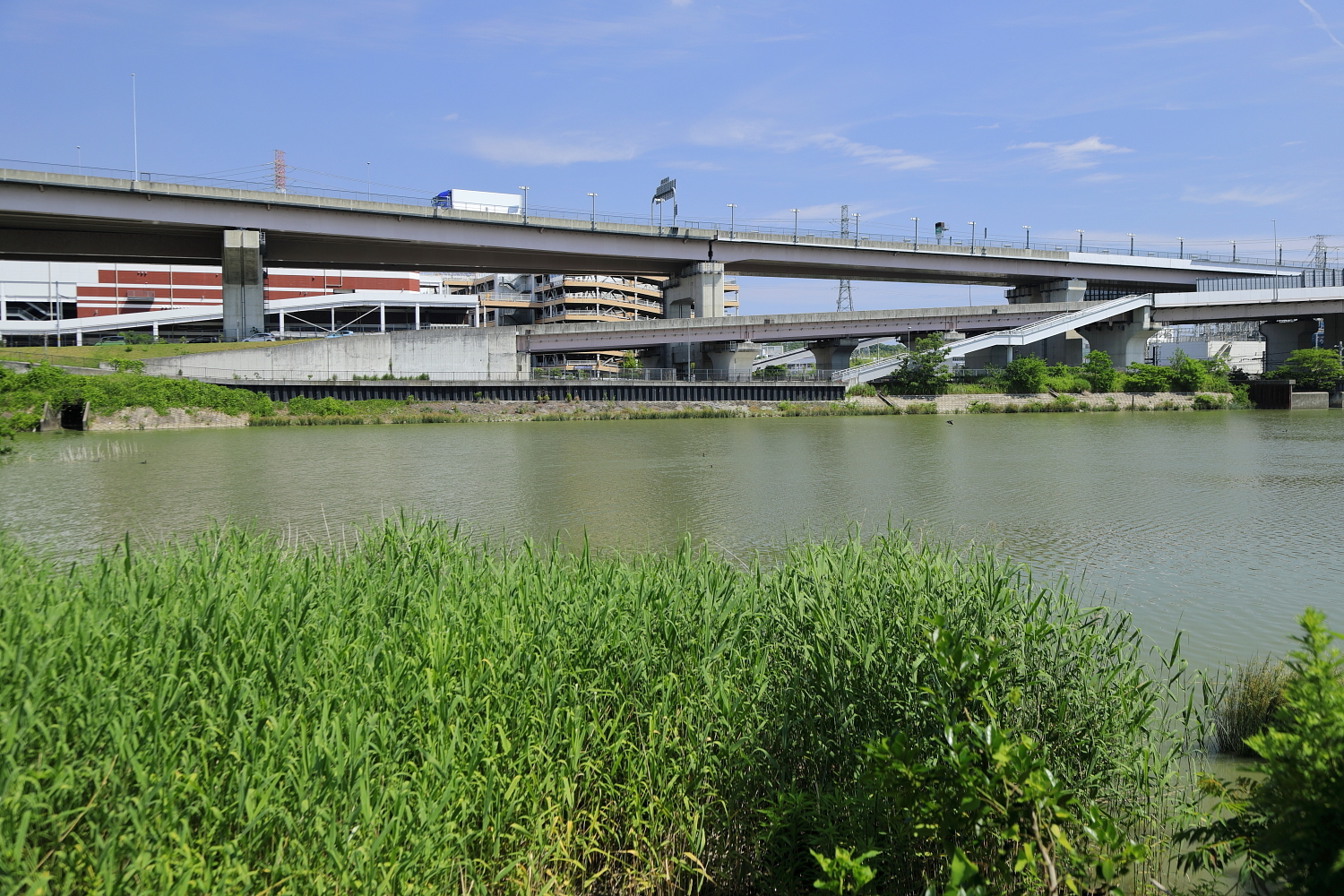
水主ケ池 （2020年（令和2年）5月）
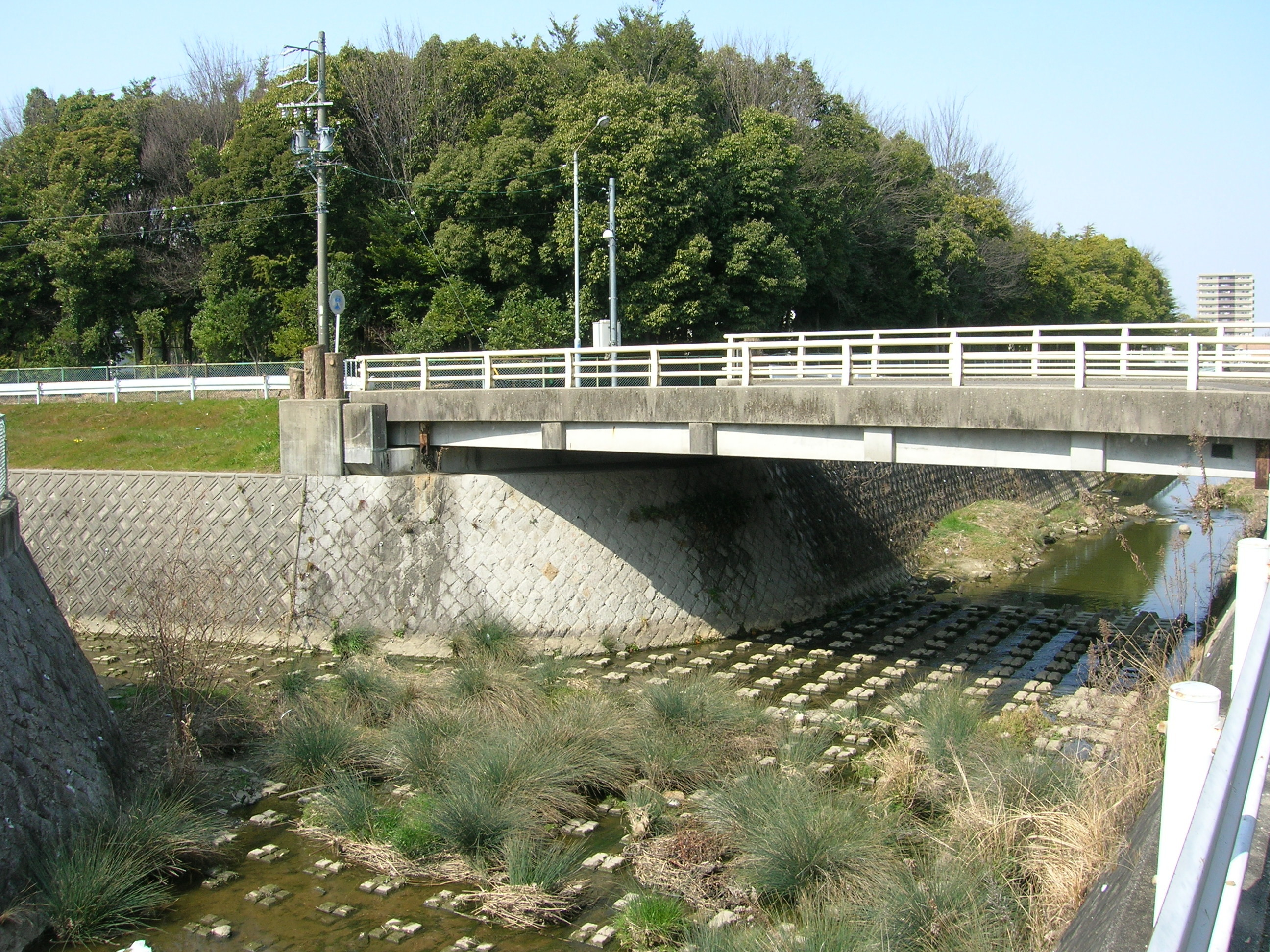
瀬木川との合流点 （2016年（平成28年）2月）
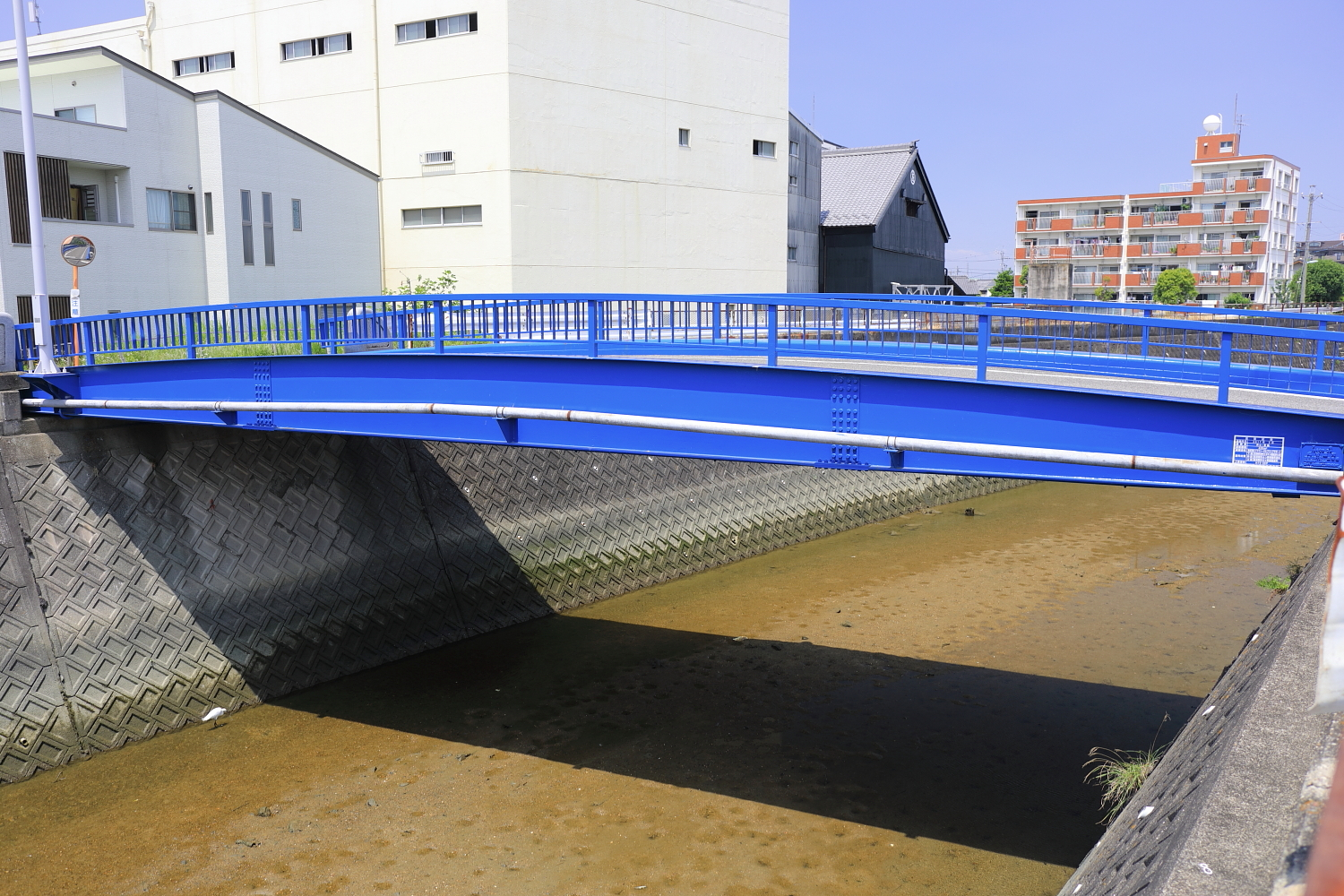
大橋 （2020年（令和2年）6月）
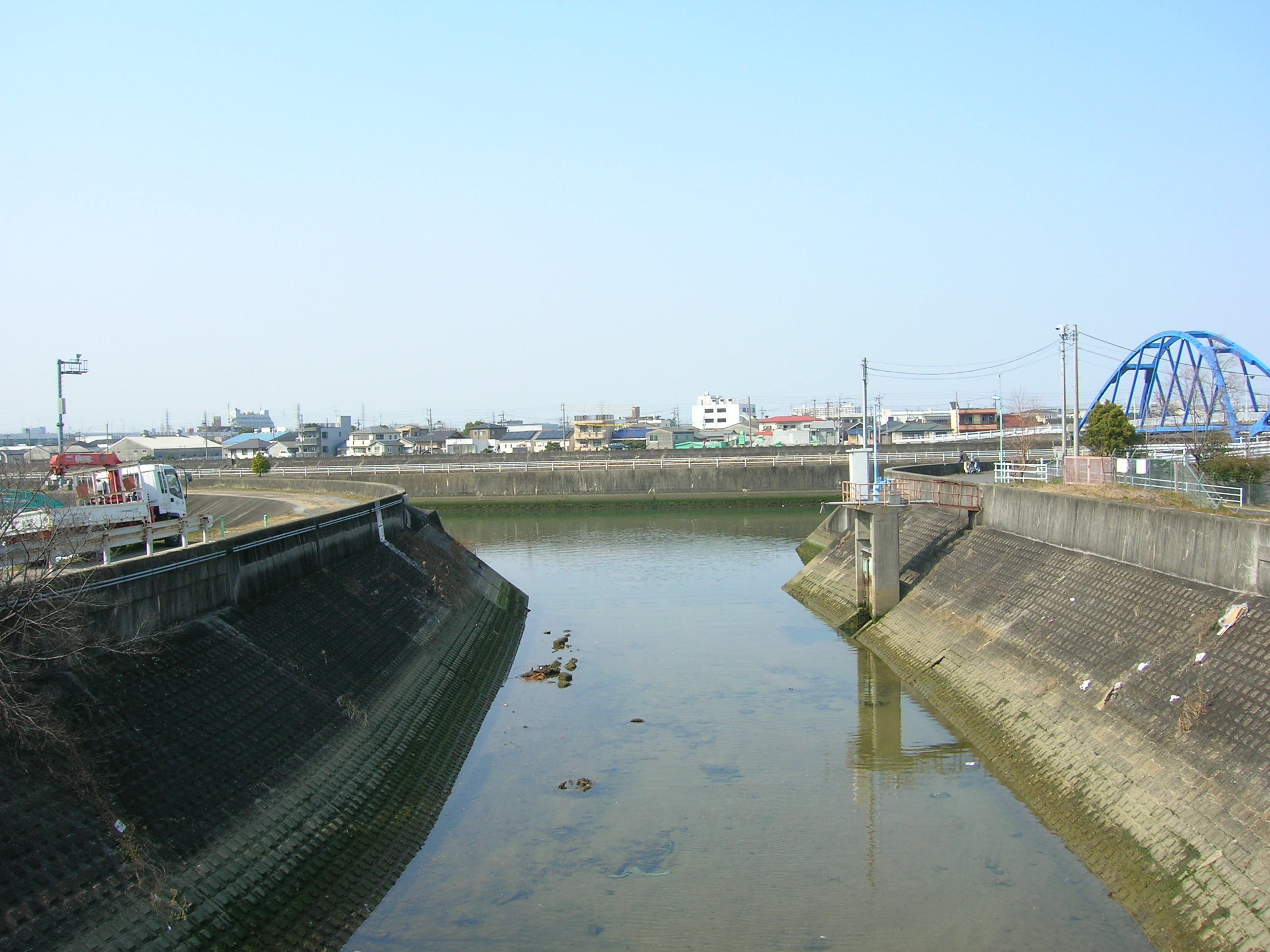
河口（扇川との合流点） （2016年（平成28年）2月）